# Tornado in Wiener Neustadt 1916
Der Tornado in Wiener Neustadt 1916 war ein Tornado, der am 10. Juli 1916 mit einer Stärke von F4/T8 Teile von Wiener Neustadt verwüstete. Dabei kamen mindestens 34 Menschen ums Leben. Es war der stärkste bisher dokumentierte Tornado in Österreich.

## Das Ereignis
Am frühen Nachmittag des 10. Juli 1916 bildete sich im Schneeberggebiet eine Gewitterzelle, die sich aufgrund der beträchtlichen Windscherung bald zu einer Superzelle mit ausgeprägter Mesozyklone entwickelte. Es bildete sich eine Trichterwolke aus. Es wurden zwei Windhosen beobachtet, wobei unklar ist, ob sich die beiden zu dem verheerenden Tornado vereinten oder ob sich nur eine davon intensivierte und die andere auflöste. Erste Schäden wurden in Peisching im Piestingtal, etwa 15 Kilometer westnordwestlich von Wiener Neustadt dokumentiert. Der Tornado soll sich an einem Hang in der Ortschaft gebildet haben. Von hier aus entstand eine durchgehende Schneise bis zur Leitha östlich von Wiener Neustadt. Bei Dreistetten wurden ein paar Häuser schwer beschädigt und es kam zum ersten Personenschaden: Ein Soldat auf Heimaturlaub wurde durch die Luft gewirbelt und erlitt eine schwere Beinverletzung. Der Wirbelsturm zog mit einer Geschwindigkeit von ungefähr 40 m/s nach Ostsüdost. Er überquerte einen kleinen Höhenzug und verursachte Waldschäden, bevor er das aufgeheizte Steinfeld erreichte. Über dem Wiener Neustädter Flugfeld kam es zu einer deutlichen Richtungsänderung auf Südost. Möglicherweise kam es hier zu der Vereinigung mit der von Norden herziehenden Windhose. Nun überquerte der Tornado Wohngebiete von Wiener Neustadt. Er verwüstete die Josefstadt mit einer Intensität von F2 auf der Fujita-Skala und änderte seine Zugrichtung auf Ost. Er erreichte über der Wiener Neustädter Lokomotivfabrik Intensität F4 und zerstörte den Großteil der alten Fabrik. Beim Daimler-Werk betrug die Intensität noch F2. Kurz vor der Leithaau bei Lichtenwörth fällte der Tornado zum letzten Mal Bäume und löste sich schließlich auf. Der Tornado ereignete sich im Zeitrahmen von 17:30 Uhr bis 18:00 Uhr, genaue Angaben für seinen Beginn und Auflösung sind nicht überliefert.
Insgesamt legte er rund 20 Kilometer zurück. Der durchschnittliche Durchmesser des Tornados lag bei 300 Metern, seine maximale Ausdehnung mit Schadenswirkung betrug 600 Meter und der beobachtete maximale Durchmesser betrug 1000 Meter. Heutigen Berechnungen zufolge kann darauf geschlossen werden, dass der Tornado eine Windgeschwindigkeit von mehr als 300 km/h erreichte. Da keine direkten Messungen der Windgeschwindigkeit existieren, wurde die Einschätzung der Windgeschwindigkeit und der Intensität auf der TORRO- und der Fujita-Skala anhand des Schadensbildes getroffen.

## Folgen
Die nördlichen Stadtteile von Wiener Neustadt wurden verwüstet und die gerade erst errichteten Telegraphen- und Telefonmasten wurden zerstört, dann traf der Tornado auf die Wiener Neustädter Lokomotivfabrik, wo er die meisten Menschenleben forderte. Insgesamt waren mindestens 34 Todesopfer und 328 Verletzte zu beklagen, der finanzielle Schaden belief sich auf 900.000 Kronen.
Der Tornado gilt noch heute als das verheerendste Wetterereignis in Österreich und als der bisher stärkste Tornado auf österreichischem Grund. Der Tornado liegt auf der europäischen Liste nach der Anzahl der Todesopfer auf Rang vier.

## Ursache
Wiener Neustadt liegt im südlichen Wiener Becken und zusätzlich am Steinfeld. Rund um Wiener Neustadt liegt der Wiener Neustädter Bergkranz. Von den Bergen und Hügeln strömt kalte Luft hinunter in die warme Beckenluft. Dadurch bilden sich bei Wiener Neustadt immer wieder Superzellen, die bisweilen Tornados hervorbringen.
Neben dem Mühlviertel und dem Grazer Becken zählt das Gebiet um Wiener Neustadt zu den gefährdetsten Gebieten für Tornados in Österreich.

## Weitere Tornados bei Wiener Neustadt
Neben dem Tornado 1916 gab und gibt es immer wieder Tornados bei Wiener Neustadt, z. B.:
- 1903: Wiener Neustadt, die Spinnerin am Kreuz wurde schwer beschädigt.
- 23. November 1930: Wiener Neustadt, ein Tornado bildete sich im Stadtgebiet.
- 18. Februar 1946: Föhrenwald, große Forstschäden, 305 ha Wald werden zerstört, aus dem Holz der geknickten Bäume baute man Föhrenau, in Wiener Neustadt Gebäudeschäden.
- 14. Juni 2007: Infolge eines Schwergewitters bildete sich nordwestlich von Wiener Neustadt ein vermeintlicher Tornado, über den auch in den Medien berichtet wurde. Es gab keinerlei Schäden und nach weiteren Nachforschungen stellte sich heraus, dass es sich lediglich um eine ausgeprägte Tailcloud handelte.

## Erinnerung
- Es gab im Jahr 2006 eine Ausstellung über den Tornado im Industrieviertel-Museum in Wiener Neustadt.
- Das Stadtmuseum Wiener Neustadt präsentierte von 30. Juni bis 31. Juli 2016 im Rahmen einer Ausstellung Fotos und Hintergründe zu der Naturkatastrophe von 1916.[3]
- Auf dem Wiener Neustädter Friedhof erinnert ein Gedenkstein an 32 Todesopfer.